# حالة واطنة

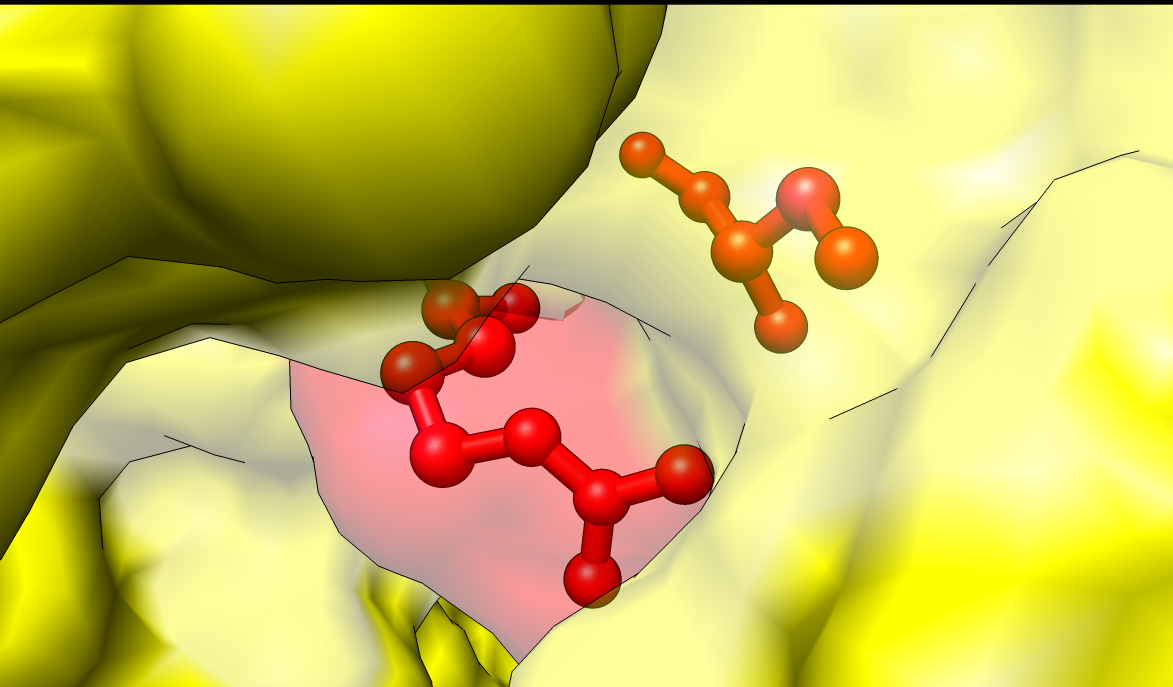

الحالة الواطنة  أو هيئة التطوي الطبيعية (بالإنجليزية: Native state)‏ لبروتين أو حمض نووي هي هيئة التطوي أو التجميع الصحيحة التي يتمكن فيها الجزيء من أداء وظائفه بشكل سليم. يمكن للحالة الواطنة لجزيء حيوي أن تحوي جميع مستويات البنى الجزيئية الحيوية، مع كون البُنى من الثانوية إلى الرابعية مشكَّلة من تآثرات ضعيفة على طول العمود الفقري المترابط تساهميا. هيئة التمسخ هي الحالة المضادة للحالة الواطنة وفيها تتفكك هذه التآثرات الضعيفة ما يؤدي إلى فقدان هذه المستويات من البنى والاحتفاظ بالبنية الأولية فقط.

## كيمياء حيوية

### البروتينات
تكون جميع البروتينات بعد الترجمة على شكل سلسلة أحماض أمينية بسيطة غير متفرعة، وبعدها تتخذ أشكالا ثلاثية الأبعاد محددة جدا، يعرف ذلك الشكل النهائي بالبنية الثالثية وهي شكل متطوي يحتوي على حد أدنى من طاقة حرة. بنية البروتين الثالثية المتطوية هي ما يسمح له بأداء وظائفه البيولوجية، والتغيرات في بنية البروتين هي السبب الرئيسي في العديد من أمراض التحلل العصبي بما في ذلك تلك التي تسببها البريونات والنشوانيات (مثل: جنون البقر، كورو و كروتزفيلد جاكوب).
العديد من الإنزيمات والبروتينات غير البنيوية الأخرى تملك أكثر من حالة واطنة واحدة، ويقومون بوظائفهم أو يخضعون إلى تعديلٍ عبر الانتقال بين هذه الحالات. يُستخدم مصطلح الحالة الواطنة بشكل شبه حصري بصيغة مفردة عادة للتميز بين البروتينات المتطوية بشكل صحيح والمتمسخة أو غير المتطوية، يمكن أن يشار كذلك لشكل البروتين المتطوي باسم «التشكل الواطن» أو البنية الواطنة.
في العادة يمكن التمييز بسهولة بين البروتينات المتطوية وغير المتطوية عبر قابلية ذوبانها في الماء، وذلك لأن العديد من البروتينات تصبح غير قابلة للذوبان بعد تمسخها. تكون للبروتينات الموجودة في حالتها الواطنة بنُى ثانوية محددة والتي يمكن تحديدها مطيافيا بواسطة ازدواج اللون الدائري وبواسطة الرنين المغناطيسي النووي (NMR). يمكن تمييز الحالة الواطنة لبروتين ما عن حالة الكرية المنصهرة بطرق عديدة منها قياس المسافات بواسطة (NMR). الأحماض الأمينية المفصولة بمسافة واسعة في تسلسل بروتين أولي يمكن أن تلامس أو تكون قريبة جدا من بعضها داخل بنية مستقرة متطوية له، في حين أنها في حالة الكرية المنصهرة تميل إلى أن تكون ذات مسافات أبعد.
دراسة كيفية حدوث الحالة الواطنة للبروتين مهمة جدا، لأن محاولات تصنيع البروتينات من البداية أسفرت عن نواتج في حالة كريات منصهرة وليس في حالة واطنة حقيقية، ولهذا فهم الحالة الواطنة أساسي في هندسة البروتين.

### الأحماض النووية
تتخذ الأحماض النووية حالتها الواطنة عبر الترابط القاعدي، وإلى حد ما بواسطة بعض التآثرات مثل التحزيم مشترك المحور. يتواجد الدنا البيولوجي عادة على شكل لوالب مزدوجة خطية مرتبطة ببروتينات الهستونات على هيئة كروماتين. الرنا البيولوجي مثل الرنا الناقل غالبا ما يشكل هيئات واطنة معقدة تقترب من تعقيد البروتينات المتطوية. بُنى الأحماض النووية الصناعية المستخدمة في تقنية الدنا النانوية مصممة لتكون لها حالات واطنة تكون فيها العديد من سلاسل الأحماض النووية مجمعة في مركب واحد. في بعض الحالات، الحالة الواطنة للدنا البيولوجي تقوم بأداء وظائفها من دون أن تتحكم فيها أي واحدات تنظيمية أخرى.